# Soyauxia talbotii
Soyauxia talbotii là một loài thực vật thuộc họ Medusandraceae. Đây là loài đặc hữu của Nigeria.